# Forum dyskusyjne IBSA
Forum dyskusyjne IBSA (ang. IBSA Dialogue Forum, port. Fórum de Diálogo IBAS) – trójstronne zgrupowanie międzynarodowe, odpowiedzialne za promowanie międzynarodowej współpracy między Indiami, Brazylią i Republiką Południowej Afryki.
6 czerwca 2003 Yashwant Sinha (minister spraw zagranicznych Indii), Celso Amorim (minister spraw zagranicznych Brazylii) i Nkosazana Dlamini-Zuma (minister spraw zagranicznych Republiki Południowej Afryki) spotkali się w Brazylii, gdzie podpisali porozumienie dotyczące powstania „Forum Dialogu IBSA” poprzez przyjęcie „Brasilia Declaration”.
Forum dyskusyjne IBSA ułatwia regularne konsultacje pomiędzy urzędnikami wysokiego szczebla, naukowcami, intelektualistami oraz pozostałymi członkami społeczeństwa obywatelskiego. Stanowi podstawę dla uściślenia współpracy Południe-Południe. Forum zapewnia panel dyskusyjny, dotyczący współpracy w dziedzinie rolnictwa, handlu, kultury i obrony.